# Богачово (Топорівська волость)
Богачово (рос. Богачево) — колишній хутір у Топорівській волості Сквирського повіту Київської губернії.

## Населення
В 1900 році нараховувалося 2 двори та 7 мешканців, з них: 4 чоловіків та 3 жінок.

## Історія
В 1900 році — хутір Топорівської волості Сквирського повіту. Відстань до повітового центру, м. Сквира, становила 42 версти, до волосної управи в с. Топори, де знаходилася також поштова земська станція — 16 верст, до найближчої залізничної станції Зарудинці, де розміщувалася також поштово-телеграфна станція — 7 верст.
Основним заняттям мешканців було рільництво, застосувалась трипільна сівозміна. Землі, в кількости 4,5 десятини, належали Тадейові Рогозинському.
Станом на 1926 рік не перебуває на обліку населених пунктів.